# Ptilidium
Ptilidium là một chi rêu tản, và là chi duy nhất trong họ Ptilidiaceae. Chi này gồm ba loài: Ptilidium californicum, Ptilidium ciliare, và Ptilidium pulcherrimum. Chúng phân bố khắp vùng cực và cận cực, với những quần thể riêng rẽ ở New Zealand và Tierra del Fuego. Phân tích phân tử cho thấy chúng có ít họ hàng gần và tách ra khá sớm khỏi phần còn lại của bộ Jungermanniales.